# Städtische Universität Fukuyama

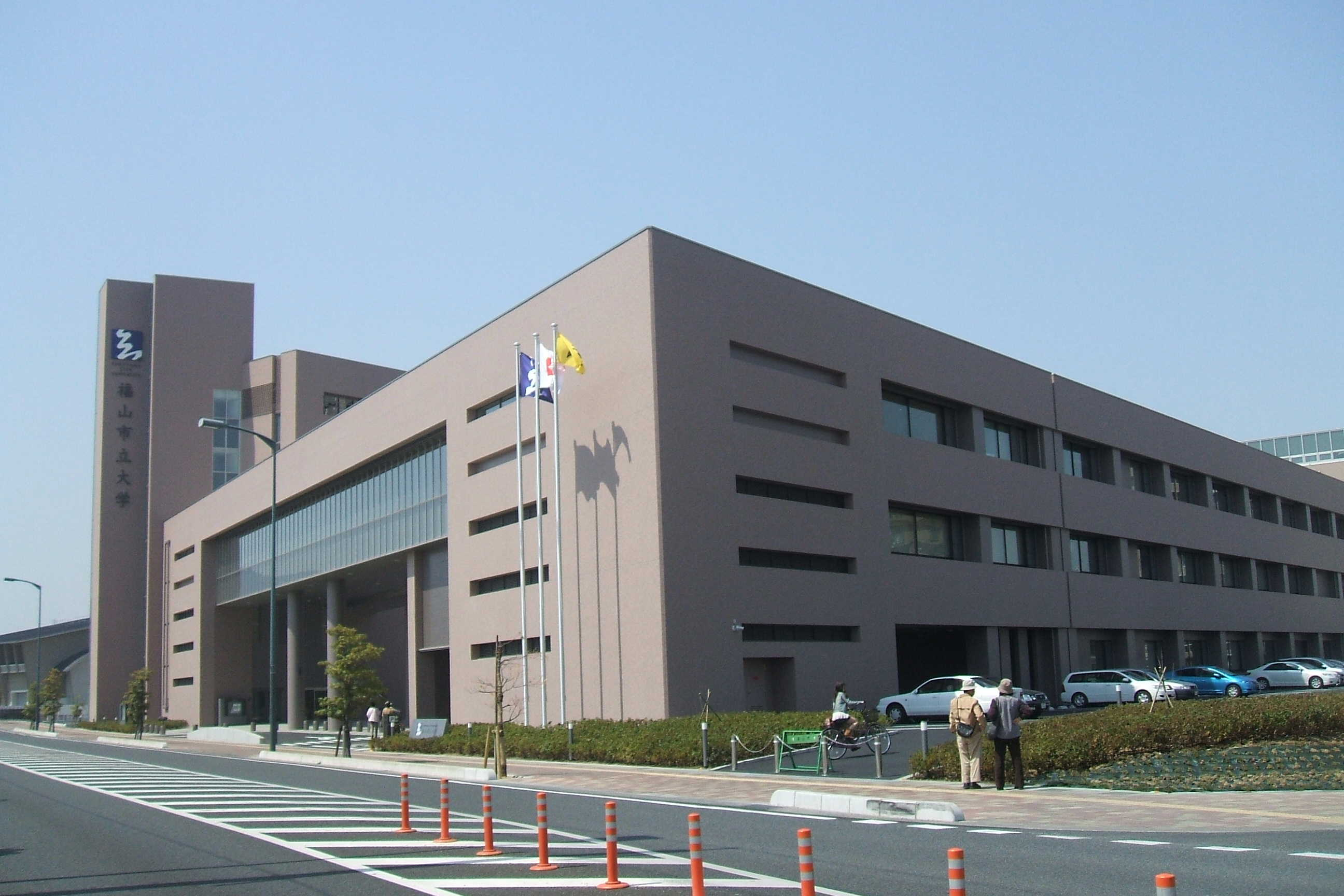
Hauptgebäude im Minatomachi-Campus (2011)

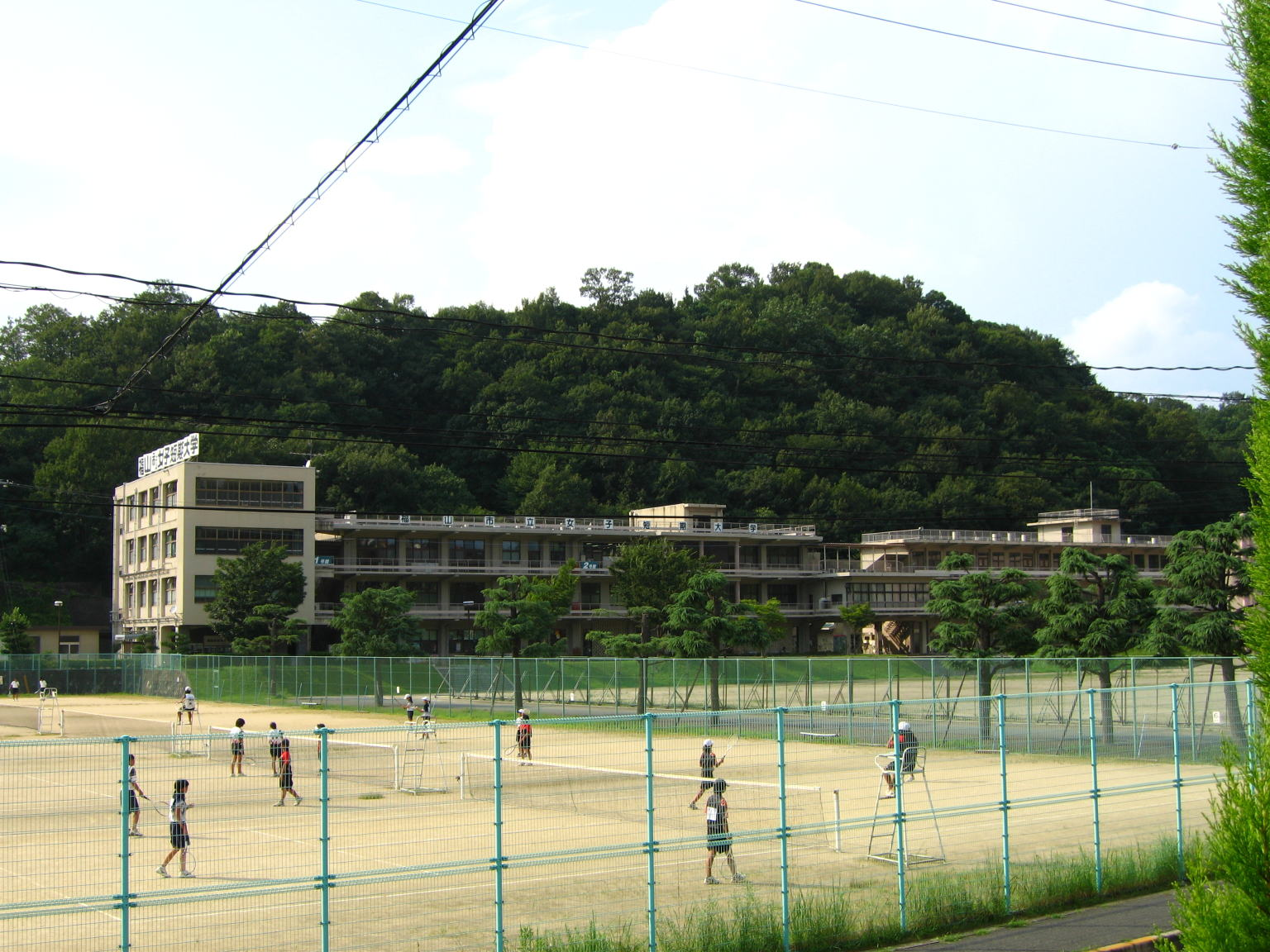
Kitahonjō-Campus (2006)

Die Städtische Universität Fukuyama (japanisch 福山市立大学 Fukuyama-shiritsu daigaku; engl. Fukuyama City University, kurz: FCU) ist eine städtische Universität in Fukuyama in der Präfektur Hiroshima (Japan).

## Geschichte
Der Ursprung der Universität liegt in der 1963 gegründeten Frauen-Kurzuniversität Fukuyama (福山女子短期大学, Fukuyama joshi tanki daigaku). Sie war eine private Hochschule bis 1974, wo sie in Städtische Frauen-Kurzuniversität Fukuyama umbenannt wurde. Sie hatte Abteilungen für Haushaltswissenschaft und Vorschulpädagogik.
2011 wurde die 4-jährige koedukative Städtische Universität Fukuyama im neuen Minatomachi-Campus eingerichtet, und die Frauen-Kurzuniversität wurde 2012 geschlossen. Der ehemalige Campus der Kurzuniversität (Kitahonjō-Campus, 34° 29′ 59,1″ N, 133° 20′ 48,3″ O) ist als Sporteinrichtungen gebraucht. 2015 richtete die Universität die Graduiertenschule (Masterstudiengänge) ein.

## Fakultäten
- Fakultät für Pädagogik
- Fakultät für Stadtmanagement (jap. 都市経営学部, engl. Faculty of Urban Management)